# NK Slaven Živinice
NK Slaven Živinice is een Bosnische voetbalclub uit Živinice.
De club werd in 1936 opgericht. De club speelde bij de start van de Bosnische competities in het seizoen 1994/95 op het hoogste niveau en haalde de playoffs om het kampioenschap. Hierna zakte de club terug naar het regionale derde niveau waaruit het in 2009 na het kampioenschap in de regionale Sjeverpoule promoveerde naar de Prva Liga. In 2011 degradeerde de club weer naar het derde niveau. In 2017 promoveerde de club terug naar de Prva Liga.

## Erelijst
- Druga Liga FBiH - Sjever: 2009

## Bekende (oud-)spelers
- Mirsad Bešlija
- Samir Memišević
- Elvir Rahimić
- Adnan Šećerović

Bratstvo ·
Budućnost ·
Goražde · 
Gornji Rahić ·
Gradina Srebrenik ·
Jedinstvo ·
Radnik ·
Radnički ·
Stupćanica Olovo ·
TOŠK ·
Tomislav ·
Travnik ·
Tuzla City · 
Vis Kosovo ·
Čelik Zenica ·
Zvijezda